# Pictures of You (The Last Goodnight)
Pictures of You is een nummer van de Amerikaanse band The Last Goodnight uit 2007. Het is de eerste single van hun tweede studioalbum Poison Kiss.
Het nummer was met een 70e positie niet heel succesvol in de Amerikaanse Billboard Hot 100. In het Duitse taalgebied, Italië, Canada, Australië, Zweden, Polen en Tsjechië werd het nummer wel een hit. In het Nederlandse taalgebied wist het nummer geen hitlijsten te bereiken.